# Epiplatys guineensis
Epiplatys guineensis är en fiskart som beskrevs av Romand, 1994. Epiplatys guineensis ingår i släktet Epiplatys och familjen Nothobranchiidae. IUCN kategoriserar arten globalt som sårbar. Inga underarter finns listade i Catalogue of Life.